# Potrzeby społeczne
Potrzeby społeczne – powszechnie występujące potrzeby, których zaspokojenie jest możliwe wyłącznie dzięki istnieniu instytucji społecznych. Wyróżniamy trzy podstawowe rodzaje potrzeb: 
- przyrodnicze, do których zaspokajania jesteśmy zmuszeni, czyli potrzeby fizjologiczne, np. jedzenia
- kulturowe, związane z zasadami współżycia społecznego, mogą wynikać z braku lub naruszenia normy lub z jej przestarzałości.
- organizacyjne, które są skutkiem dążenia do realizacji celów społeczeństwa. To obszar działania polityki, gdyż potrzeby organizacyjne nie są, tak jak naturalne i kulturowe, zakorzenione w historii i tradycji.

Można również zaobserwować potrzeby:
- cykliczne, czyli występujące sezonowo - wiemy, że się one pojawią i jak je zaspokajać np. rekrutacja do armii
- sporadyczne, wynikające z niedoskonałości funkcjonującego systemu. Są one trudniejsze do identyfikacji i zaspokojenia niż potrzeby cykliczne, a zatem wymagają ostrożności, gdyż błędna diagnoza może łatwo pogorszyć sytuację.

Potrzeby społeczne są dynamiczne, zatem podlegają ciągłym zmianom. Osoby, które dostrzegają te zmiany, mogą wystąpić z postulatami prezentującymi nowe możliwości realizacji potrzeb. Jeżeli postulaty zyskają powszechną akceptację, mogą przerodzić się w programy zaspokajania potrzeb, czyli źródła nowych norm i standardów społecznych. Np. postulat zwiększenia udziału kobiet w życiu publicznym.
Stopień zaspokojenia potrzeb społecznych mierzymy wskaźnikami poziomu i jakości życia. Pokazują one, np. odsetek niedożywionych, bezdomnych lub bezrobotnych osób, ale także na ile zanieczyszczenie środowiska utrudnia obywatelom życie (np. zanieczyszczenie wody). Możemy mierzyć także poziom opieki medycznej (liczba mieszkańców na 1 lekarza), patologie społeczne (np. maltretowane dzieci), stopień bezpieczeństwa, poziom edukacji (np. analfabetyzm) itp.